# Kim Bo-reum
Kim Bo-reum (kor. 김 보름; ur. 6 lutego 1993 w Seulu) – południowokoreańska łyżwiarka szybka, trzykrotna medalistka mistrzostw świata, a także zdobywczyni Pucharu Świata.

## Kariera
Pierwsze sukcesy w karierze Kim Bo-reum osiągnęła w 2011 roku, kiedy zdobyła dwa medale podczas mistrzostw świata juniorów w Seinäjoki. Wspólnie z koleżankami z reprezentacji zwyciężyła w biegu drużynowym, a w biegu na 3000 m zajęła drugie miejsce. Na rozgrywanych rok później mistrzostwach świata juniorów w Obihiro zwyciężyła w biegu drużynowym, druga na dystansach 1500 i 3000 m oraz trzecia w wieloboju. W 2013 roku wystartowała na dystansowych mistrzostwach świata w Soczi, gdzie wspólnie z No Seon-yeong i Park Do-yeong zdobyła brązowy medal w biegu drużynowym. W 2014 roku brała udział w igrzyskach olimpijskich w Soczi, zajmując ósme miejsce w drużynie oraz 13. miejsce w biegu na 3000 m i 21. miejsce na dwukrotnie krótszym dystansie.
Kilkukrotnie stawała na podium zawodów Pucharu Świata, odnosząc przy tym dwa zwycięstwa: 24 listopada 2012 roku w Kołomnie oraz 9 lutego 2013 roku w Inzell była najlepsza w starcie masowym. Najlepsze wyniki osiągnęła w sezonach 2012/2013 i 2016/2017, kiedy zwyciężała w klasyfikacji końcowej w starcie masowym.